# Grand Prix Formule 1 van België 2012
De Grand Prix Formule 1 van België 2012 werd gehouden op 2 september 2012 op Spa-Francorchamps. Het was de twaalfde race van het jaar.

## Wedstrijdverslag

### Achtergrond

#### DRS-systeem
Het DRS-systeem wordt gebruikt op Kemmel Straight, tussen de bochten Eau Rouge en Les Combes.

### Kwalificatie
Jenson Button reed zijn McLaren naar de pole position, zijn eerste voor het team. Kamui Kobayashi behaalde voor Sauber zijn beste kwalificatieresultaat met een tweede plaats, vlak voor Williams-coureur Pastor Maldonado. Kimi Räikkönen kwalificeerde zich als vierde voor Lotus, vlak voor Kobayashi's teamgenoot Sergio Pérez en Fernando Alonso van Ferrari. Red Bull Racing-coureur Mark Webber kwalificeerde zich als zevende, naast hem start Buttons teamgenoot Lewis Hamilton. Räikkönens teamgenoot Romain Grosjean en Force India-coureur Paul di Resta kwalificeerden zich op de negende en tiende plaats.
Webber en Mercedes-coureur Nico Rosberg werden na de kwalificatie nog vijf plaatsen teruggezet omdat zij beiden hun versnellingsbak hadden verwisseld. Hierdoor stootte Webbers teamgenoot Sebastian Vettel door naar de top 10.
Ook Maldonado werd na de kwalificatie bestraft omdat hij Force India-coureur Nico Hülkenberg heeft opgehouden. Hij krijgt hiervoor drie plaatsen straf en start nu als zesde.

### Race
Na een crash in de eerste bocht waarbij Romain Grosjean, Lewis Hamilton, Fernando Alonso en Sergio Pérez geëlimineerd werden, won Jenson Button de race na iedere ronde aan de leiding te hebben gereden. Dankzij een goede strategie reed Sebastian Vettel naar de tweede plaats en maakte Kimi Räikkönen het podium vol. Nico Hülkenberg ging voor Force India naar de vierde plaats, zijn beste resultaat ooit. Ferrari-coureur Felipe Massa eindigde als vijfde, voor Mark Webber en Mercedes-coureur Michael Schumacher. De laatste punten gingen naar het Toro Rosso-duo Jean-Éric Vergne en Daniel Ricciardo en Paul di Resta.
Na de race werd Grosjean bestraft voor zijn actie in de eerste bocht met 50.000 euro boete en een uitsluiting voor de volgende race. Pastor Maldonado krijgt een gridstraf van tien plaatsen voor de volgende race, vijf voor het maken van een valse start en nog eens vijf voor een botsing met Marussia-coureur Timo Glock.

## Vrije trainingen
- Er wordt enkel de top 5 weergegeven.

| Vrije training 1 | Pos | No | Coureur          | Constructeur            | Tijd     |
| ---------------- | --- | -- | ---------------- | ----------------------- | -------- |
| Vrije training 1 | 1   | 14 | Kamui Kobayashi  | Sauber-Ferrari          | 2:11.389 |
| Vrije training 1 | 2   | 18 | Pastor Maldonado | Williams-Renault        | 2:11.941 |
| Vrije training 1 | 3   | 16 | Daniel Ricciardo | STR-Ferrari             | 2:12.004 |
| Vrije training 1 | 4   | 17 | Jean-Éric Vergne | STR-Ferrari             | 2:12.824 |
| Vrije training 1 | 5   | 2  | Mark Webber      | Red Bull Racing-Renault | 2:13.191 |
| Vrije training 2 | Pos | No | Coureur          | Constructeur            | Tijd     |
| Vrije training 2 | 1   | 25 | Charles Pic      | Marussia-Cosworth       | 2:49.354 |
| Vrije training 2 | 2   | 16 | Daniel Ricciardo | STR-Ferrari             | 2:49.750 |
| Vrije training 2 | 3   | 5  | Fernando Alonso  | Ferrari                 | 2:50.497 |
| Vrije training 2 | 4   | 11 | Paul di Resta    | Force India-Mercedes    | 2:51.333 |
| Vrije training 2 | 5   | 18 | Pastor Maldonado | Williams-Renault        | 2:51.660 |
| Vrije training 3 | Pos | No | Coureur          | Constructeur            | Tijd     |
| Vrije training 3 | 1   | 5  | Fernando Alonso  | Ferrari                 | 1:48.542 |
| Vrije training 3 | 2   | 9  | Kimi Räikkönen   | Lotus-Renault           | 1:48.683 |
| Vrije training 3 | 3   | 15 | Sergio Pérez     | Sauber-Ferrari          | 1:48.850 |
| Vrije training 3 | 4   | 14 | Kamui Kobayashi  | Sauber-Ferrari          | 1:48.863 |
| Vrije training 3 | 5   | 3  | Jenson Button    | McLaren-Mercedes        | 1:49.091 |

Testcoureurs:
- Valtteri Bottas (Williams-Renault; P8)
- Dani Clos (HRT-Cosworth; P20)

## Kwalificatie
| Pos.                | Nr. | Coureur            | Constructeur            | Kwalificatietijden | Kwalificatietijden | Kwalificatietijden | Grid |
| Pos.                | Nr. | Coureur            | Constructeur            | Q1                 | Q2                 | Q3                 | Grid |
| ------------------- | --- | ------------------ | ----------------------- | ------------------ | ------------------ | ------------------ | ---- |
| 1                   | 3   | Jenson Button      | McLaren-Mercedes        | 1:49.250           | 1:47.654           | 1:47.573           | 1    |
| 2                   | 14  | Kamui Kobayashi    | Sauber-Ferrari          | 1:49.686           | 1:48.569           | 1:47.871           | 2    |
| 3                   | 18  | Pastor Maldonado   | Williams-Renault        | 1:48.993           | 1:48.780           | 1:47.893           | 6    |
| 4                   | 9   | Kimi Räikkönen     | Lotus-Renault           | 1:49.546           | 1:48.414           | 1:48.205           | 3    |
| 5                   | 15  | Sergio Pérez       | Sauber-Ferrari          | 1:49.642           | 1:47.890           | 1:48.219           | 4    |
| 6                   | 5   | Fernando Alonso    | Ferrari                 | 1:49.401           | 1:48.598           | 1:48.313           | 5    |
| 7                   | 2   | Mark Webber        | Red Bull Racing-Renault | 1:49.859           | 1:48.546           | 1:48.392           | 12   |
| 8                   | 4   | Lewis Hamilton     | McLaren-Mercedes        | 1:49.605           | 1:48.563           | 1:48.394           | 7    |
| 9                   | 10  | Romain Grosjean    | Lotus-Renault           | 1:50.126           | 1:48.714           | 1:48.538           | 8    |
| 10                  | 11  | Paul di Resta      | Force India-Mercedes    | 1:50.033           | 1:48.729           | 1:48.890           | 9    |
| 11                  | 1   | Sebastian Vettel   | Red Bull Racing-Renault | 1:49.722           | 1:48.792           |                    | 10   |
| 12                  | 12  | Nico Hülkenberg    | Force India-Mercedes    | 1:49.362           | 1:48.855           |                    | 11   |
| 13                  | 7   | Michael Schumacher | Mercedes                | 1:49.742           | 1:49.081           |                    | 13   |
| 14                  | 6   | Felipe Massa       | Ferrari                 | 1:49.588           | 1:49.147           |                    | 14   |
| 15                  | 17  | Jean-Éric Vergne   | STR-Ferrari             | 1:49.763           | 1:49.354           |                    | 15   |
| 16                  | 16  | Daniel Ricciardo   | STR-Ferrari             | 1:49.572           | 1:49.543           |                    | 16   |
| 17                  | 19  | Bruno Senna        | Williams-Renault        | 1:49.958           | 1:50.088           |                    | 17   |
| 18                  | 8   | Nico Rosberg       | Mercedes                | 1:50.181           |                    |                    | 23   |
| 19                  | 20  | Heikki Kovalainen  | Caterham-Renault        | 1:51.739           |                    |                    | 18   |
| 20                  | 21  | Vitaly Petrov      | Caterham-Renault        | 1:51.967           |                    |                    | 19   |
| 21                  | 24  | Timo Glock         | Marussia                | 1:52.336           |                    |                    | 20   |
| 22                  | 22  | Pedro de la Rosa   | HRT-Cosworth            | 1:53.030           |                    |                    | 21   |
| 23                  | 25  | Charles Pic        | Marussia-Cosworth       | 1:53.493           |                    |                    | 22   |
| 24                  | 23  | Narain Karthikeyan | HRT-Cosworth            | 1:54.989           |                    |                    | 24   |
| 107% tijd: 1:56.622 |     |                    |                         |                    |                    |                    |      |

## Race
| Pos | No | Coureur            | Constructeur            | Rondes | Tijd/Oorzaak uitval | Grid | Punten |
| --- | -- | ------------------ | ----------------------- | ------ | ------------------- | ---- | ------ |
| 1   | 3  | Jenson Button      | McLaren-Mercedes        | 44     | 1:29:08.530         | 1    | 25     |
| 2   | 1  | Sebastian Vettel   | Red Bull Racing-Renault | 44     | +13.624             | 10   | 18     |
| 3   | 9  | Kimi Räikkönen     | Lotus-Renault           | 44     | +25.334             | 3    | 15     |
| 4   | 12 | Nico Hülkenberg    | Force India-Mercedes    | 44     | +27.843             | 11   | 12     |
| 5   | 6  | Felipe Massa       | Ferrari                 | 44     | +29.845             | 14   | 10     |
| 6   | 2  | Mark Webber        | Red Bull Racing-Renault | 44     | +31.244             | 12   | 8      |
| 7   | 7  | Michael Schumacher | Mercedes                | 44     | +53.374             | 13   | 6      |
| 8   | 17 | Jean-Éric Vergne   | STR-Ferrari             | 44     | +58.865             | 15   | 4      |
| 9   | 16 | Daniel Ricciardo   | STR-Ferrari             | 44     | +1:02.982           | 16   | 2      |
| 10  | 11 | Paul di Resta      | Force India-Mercedes    | 44     | +1:03.783           | 9    | 1      |
| 11  | 8  | Nico Rosberg       | Mercedes                | 44     | +1:05.111           | 23   |        |
| 12  | 19 | Bruno Senna        | Williams-Renault        | 44     | +1:11.529           | 17   |        |
| 13  | 14 | Kamui Kobayashi    | Sauber-Ferrari          | 44     | +1:56.119           | 2    |        |
| 14  | 21 | Vitaly Petrov      | Caterham-Renault        | 43     | +1 ronde            | 19   |        |
| 15  | 24 | Timo Glock         | Marussia-Cosworth       | 43     | +1 ronde            | 20   |        |
| 16  | 25 | Charles Pic        | Marussia-Cosworth       | 43     | +1 ronde            | 22   |        |
| 17  | 20 | Heikki Kovalainen  | Caterham-Renault        | 43     | +1 ronde            | 18   |        |
| 18  | 22 | Pedro de la Rosa   | HRT-Cosworth            | 43     | +1 ronde            | 21   |        |
| DNF | 23 | Narain Karthikeyan | HRT-Cosworth            | 30     | Spin                | 24   |        |
| DNF | 18 | Pastor Maldonado   | Williams-Renault        | 3      | Schade botsing      | 6    |        |
| DNF | 15 | Sergio Pérez       | Sauber-Ferrari          | 0      | Botsing             | 4    |        |
| DNF | 5  | Fernando Alonso    | Ferrari                 | 0      | Botsing             | 5    |        |
| DNF | 4  | Lewis Hamilton     | McLaren-Mercedes        | 0      | Botsing             | 7    |        |
| DNF | 10 | Romain Grosjean    | Lotus-Renault           | 0      | Botsing             | 8    |        |

## Standen na de Grand Prix
- Er wordt enkel de top 5 weergegeven.

### Coureurs
| Positie | Nummer | Rijder           | Team                    | Punten |
| ------- | ------ | ---------------- | ----------------------- | ------ |
| 1       | 5      | Fernando Alonso  | Ferrari                 | 164    |
| 2       | 1      | Sebastian Vettel | Red Bull Racing-Renault | 140    |
| 3       | 2      | Mark Webber      | Red Bull Racing-Renault | 132    |
| 4       | 9      | Kimi Räikkönen   | Lotus-Renault           | 131    |
| 5       | 4      | Lewis Hamilton   | McLaren-Mercedes        | 117    |

### Constructeurs
| Positie | Nummers | Team                    | Rijders                         | Punten |
| ------- | ------- | ----------------------- | ------------------------------- | ------ |
| 1       | 1 2     | Red Bull Racing-Renault | Sebastian Vettel Mark Webber    | 272    |
| 2       | 3 4     | McLaren-Mercedes        | Jenson Button Lewis Hamilton    | 218    |
| 3       | 9 10    | Lotus-Renault           | Kimi Räikkönen Romain Grosjean  | 207    |
| 4       | 5 6     | Ferrari                 | Fernando Alonso Felipe Massa    | 199    |
| 5       | 7 8     | Mercedes                | Michael Schumacher Nico Rosberg | 112    |

## Noot
- Eerste snelste ronde voor de Braziliaanse coureur Bruno Senna.